# 沃尔夫冈·巴特尔斯 (足球运动员)
沃尔夫冈·巴特尔斯（德語：Wolfgang Barthels，1940年11月23日—），德国男子足球运动员，司职前锋。他曾代表德国联队参加1964年夏季奥林匹克运动会足球比赛，获得一枚铜牌。